# Gnuplot

Mit Gnuplot erstellte Kleinsche Flasche

Beispiel eines Fits mit gnuplot an reale Messdaten (Beschleunigung beim freien Fall, y-Komponente eines waagerechten Wurfes).

Gnuplot (Eigenschreibweise: gnuplot) ist ein skript- bzw. kommandozeilengesteuertes Computerprogramm zur grafischen Darstellung von Messdaten und mathematischen Funktionen (Funktionenplotter). Das Projekt Gnuplot wird seit 1986 kontinuierlich von einem internationalen Team ehrenamtlicher Entwickler vorangetrieben. Der Quellcode wird seit 2000 über SourceForge verwaltet.

## Funktionsumfang
Gnuplot erzeugt verschiedene zwei- und dreidimensionale Plots, die interaktiv manipuliert werden können (insb. Vergrößern und Drehen). Die Plots können auf dem Bildschirm dargestellt und in verschiedenen Grafikformaten (zum Beispiel EPS, PNG, SVG und andere) abgespeichert werden.
Gnuplot gestattet einerseits die Definition eigener Funktionen, die geplottet werden können. Andererseits liest Gnuplot auch (Mess-)Daten aus Dateien ein und stellt diese grafisch dar. Die Daten können durch Anwendung von Funktionen nachverarbeitet werden. Weiterhin kann Gnuplot funktionale Zusammenhänge an die Daten anpassen (Fitten, Ausgleichsrechnung).

## Einsatzbereich
Gnuplot stammt aus der Unix-Welt, läuft aber auf allen gängigen Betriebssystemen. Es besitzt keine eigene grafische Benutzeroberfläche, sondern wird von der Kommandozeile aus bedient oder über Skripte gesteuert. Ergänzend existiert eine Vielzahl grafischer Oberflächen für das Programm, etwa wxPinter, Xgfe, PlotDrop oder Qgfe unter Unix und wgnuplot unter Windows.
Im wissenschaftlichen Bereich ist Gnuplot sehr beliebt wegen seiner übersichtlichen Plots und der Möglichkeit, skriptgesteuert automatisch Plots aus Daten oder Messwerten zu erzeugen. Das Programm verarbeitet große Datenmengen effizient und ist im Vergleich zu kommerziellen Alternativen platzsparend und schnell. Die Originaldaten bleiben immer unangetastet und müssen auch nicht in einem „Worksheet“ vorgehalten werden.

## Einbettung
Gnuplot ist als eigenständiges Anwendungsprogramm konzipiert, nicht als Grafikbibliothek. Um Gnuplot als Unterprogramm in andere Anwendungen einzubinden, wird daher ein Gnuplot-Prozess gestartet und über eine Pipe gesteuert. Grafikkommandos und Daten können über die Pipe an Gnuplot gesendet und verarbeitet werden.
Zu den Nutzern dieses Betriebsmodus gehören zum Beispiel die Numerik-Software GNU Octave und das Computeralgebrasystem Maxima.

## Name und Lizenz
Gnuplot wird unter einer freien Lizenz vertrieben, welche Kopien und Modifikationen des Quellcodes gestattet. Modifizierte Versionen dürfen jedoch nur als Patches vertrieben werden.
Trotz seines Namens steht Gnuplot nicht in Verbindung mit dem GNU-Projekt und verwendet auch nicht die GNU General Public License: Ursprünglich sollte das Programm Newplot heißen. Da unter diesem Namen bereits eine Software existierte, benannten die Autoren ihr Projekt kurzerhand in Gnuplot um, was im amerikanischen Englisch homophon zum ursprünglichen Namen (= phonetisch gleich) ist. Das GNU-Projekt nennt seine Plot-Software wiederum plotutils.

## Versionsgeschichte
| Version | Veröffentlichung | Anmerkungen |
| --- | ---------------- | --- |
| 1.0 | 1986             | Erster Release |
| 1.1 | 1987             | Änderungen: Diverse neue Terminal Treiber (darunter Postscript und Hercules), set dummy Funktion, Faktorisierungsoperator ! wird nun akzeptiert, für viele Funktionen wurde eine dynamische Speicherreservierung mit malloc() eingeführt, was einige Beschränkungen aufhob. Kommentarunterstützung                                                                                 |
| 2.0 | 7. März 1990     | Änderungen: Diverse neue Terminal Treiber (darunter LaTeX, VGA, X11), Kommandozeilenargumente werden akzeptiert, Titel Option title für plot Funktion, replot Kommando, Speicherfunktion save, Autoscaling, noclip Funktion, set (grid, label, polar, offsets, size, tics out, xlabel) Funktion, erweiterte Kommentare, Plottingfunktionen linespoints und dots, interaktive Hilfe |
| 3.0 | 29. Sep. 1991    | Änderungen: Oberflächenfunktion splot sowie die Optionen isosamples, view, contour, cntrparam, mapping and surface. Erweiterung der tic, label und range Einstellungen und Einführung einer Z-Achse |
| 3.4 | 10. Juni 1993    | Änderungen: Eine bessere Windows 3.x Unterstützung, OS/2 Support, Discrete Contour Levels, Funktion für die Wahrscheinlichkeitsdichte |
| 3.5 | 27. Aug. 1993    | |
| 4.0 | 27. Okt. 2004    | Folgendes wurde hinzugefügt: die Funktion defined(<Variablenname>), die Plot-Option smooth frequency, die Gitter-Optionen layerdefault, front, back |
| 4.4 | 13. März 2010    | Folgendes wurde hinzugefügt: neue Treiber für pngcairo pdfcairo wxt, Client-Seitiges interaktives Display mit dem HTML5 canvas-Element, bessere Internationalisierung, Unterstützung von Transparenz, neue Plot-Styles: circles rgbalpha |
| 4.6 | 12. März 2012    | Einführung von Befehlsblöcken mit Hilfe geschweifter Klammern |
| 5.0 | 31. Dez. 2014    | Neue Plotstile und Koordinatensysteme, der fit-Befehl kann nun mit bis zu zwölf Variablen umgehen, die RGB-Farben können nun einen Alphakanal besitzen und weitere Änderungen Letzte Version 5.0.7 |
| 5.2 | 31. Aug. 2017    | Verbindung zweier Achsen über nichtlineare Funktion, erweiterte Unterstützung von Polardarstellung, neuer array Datentyp, Filter zur Erstellung von Histogrammen, neue Plotstile und weitere Änderungen, letzte Version 5.2.8 |
| 5.4 | 16. Juli 2020    | Support für Voxelplots, Support für 64-Bit Arithmetik, aktuell 5.4.2 mit epidemiologischen Tag- und Wochenformaten |
| 6.0 | 8. Dez. 2023     | Erweiterung der Befehlssprache, neue Ausgabeprotokolle, zusätzliche Plot-Styles |
| 6.1 | 2024             | pdf docu snapshot November 2024 |
| Legende:Ältere Version; nicht mehr unterstütztÄltere Version; noch unterstütztAktuelle VersionAktuelle Vorabversion |                  | |

## Beispiele

### Mathematische Funktionen
Die Funktion {\displaystyle f(x)=x^{2}} wird zum Beispiel mit den folgenden Befehlen ausgegeben:
```
f
(
x
)
=
x
**
2

plot
 
f
(
x
)

```

oder einfach
```
plot
 
x
**
2

```

Der mit Gnuplot erzeugte Graph sieht bei Wahl von SVG als Ausgabeformat wie folgt aus:

### Diagramm mit externen Daten
Mit Gnuplot lassen sich auch Diagramme zu beliebigen Datenzusammenstellungen erstellen: Die der Kurve zugrundeliegenden Daten befanden sich bei der Erstellung in separaten Dateien (in diesem Fall Banglapedia.dat und World_Factbook.dat) und sind auf der Bildbeschreibungsseite einzusehen.

Ein mit Gnuplot erstelltes Diagramm

```
set
 
terminal
 
svg
 
enhanced
 
size
 
350
 
200

set
 
border
 
31
 
linewidth
 
.3
 
# schmale Umgrenzung

set
 
output
 
"bangladesh_population_1900to2010.svg"

set
 
xlabel
 
"Year"

set
 
ylabel
 
"Population (millions)"

set
 
key
 
left
 
top

plot
 
"Banglapedia.dat"
 
using
 
1
:
(
$
2
/
1e6
)
 
with
 
linespoints
 
title
 
'Banglapedia'
 
,
\

     
"World_Factbook.dat"
 
using
 
1
:
(
$
2
/
1e6
)
 
with
 
linespoints
 
title
 
'World Factbook'

```

Der Code erzeugt folgende Grafik: